# 雕甲龟龙属
雕甲龟龙属（属名：Glyphoderma），是种已灭绝的海生爬行动物，属于楯齿龙目豆齿龙类，生存于三叠纪中期。雕甲龟龙的化石发现于中国云南富源。
雕甲龟龙属只包含一个种，康氏雕甲龟龙，名字是为了纪念原浙江自然博物馆馆长康熙民。该模式标本，一个几乎完整的骨架，是在2008年发现于云南富源县，目前保存于浙江自然博物院。
化石保存在厚厚的石灰岩块中，因此腹侧并不为人所知，总长度为87厘米。